# Takuma Shikayama
Takuma Shikayama (鹿山 拓真 Shikayama Takuma?), född 26 maj 1996 i Nagasaki prefektur, är en japansk fotbollsspelare.
Shikayama började sin karriär 2018 i V-Varen Nagasaki.